# Leksozero
Leksozero (rusky Лексозеро nebo Лекша) je jezero v Karelské republice v Rusku. Má rozlohu 166 km². Průměrnou hloubku má 8,6 m.

## Pobřeží
Pobřeží je velmi členité, s velkým množstvím zálivů.

## Vodní režim
Zdroj vody je smíšený, s převahou sněhového. Rozsah kolísání úrovně hladiny je 157 cm. Zamrzá v listopadu a rozmrzá uprostřed května. Do jezera ústí několik řek. Z jezera odtéká řeka Sula, jež patří do povodí řeky Lenderky (povodí Vuoksy).

## Využití
Na jezeře je rozvinuté rybářství.